# Schizonycha
Schizonycha är ett släkte av skalbaggar. Schizonycha ingår i familjen Melolonthidae.

## Dottertaxa tillSchizonycha, i alfabetisk ordning[1]
- Schizonycha abdicta
- Schizonycha abenaba
- Schizonycha abrupta
- Schizonycha abscondita
- Schizonycha abyssinica
- Schizonycha affinis
- Schizonycha africana
- Schizonycha algirina
- Schizonycha algoa
- Schizonycha ambigua
- Schizonycha amintina
- Schizonycha amoena
- Schizonycha ampliaticollis
- Schizonycha angolana
- Schizonycha angolensis
- Schizonycha angulata
- Schizonycha angustata
- Schizonycha angustiformis
- Schizonycha angustula
- Schizonycha armipes
- Schizonycha aruficollis
- Schizonycha aschantica
- Schizonycha aspera
- Schizonycha aspericollis
- Schizonycha attenuata
- Schizonycha balaena
- Schizonycha barda
- Schizonycha benguellana
- Schizonycha biangulata
- Schizonycha bicolor
- Schizonycha bicolorata
- Schizonycha bidentata
- Schizonycha biimpressicollis
- Schizonycha bohemani
- Schizonycha bomuana
- Schizonycha borana
- Schizonycha boschimana
- Schizonycha bottegoi
- Schizonycha brevicollis
- Schizonycha buettikeri
- Schizonycha bukobana
- Schizonycha callosicollis
- Schizonycha canala
- Schizonycha capensis
- Schizonycha carbonaria
- Schizonycha castanea
- Schizonycha caudata
- Schizonycha cavicollis
- Schizonycha cervina
- Schizonycha chaetolepida
- Schizonycha ciliata
- Schizonycha circularis
- Schizonycha citima
- Schizonycha clypealis
- Schizonycha collarti
- Schizonycha colmanti
- Schizonycha comosa
- Schizonycha compacta
- Schizonycha confinis
- Schizonycha congoana
- Schizonycha consobrina
- Schizonycha constrata
- Schizonycha consueta
- Schizonycha continens
- Schizonycha cordofana
- Schizonycha crenata
- Schizonycha crenaticollis
- Schizonycha crenicollis
- Schizonycha crenulata
- Schizonycha cribrata
- Schizonycha crinita
- Schizonycha cylindrata
- Schizonycha cylindrica
- Schizonycha damarina
- Schizonycha debilis
- Schizonycha deceptor
- Schizonycha decipiens
- Schizonycha deserta
- Schizonycha diehli
- Schizonycha dilucida
- Schizonycha diredauana
- Schizonycha discocalcarata
- Schizonycha disputabilis
- Schizonycha dissensa
- Schizonycha dissimilis
- Schizonycha distincta
- Schizonycha distinguenda
- Schizonycha divulsa
- Schizonycha dumonti
- Schizonycha duplicata
- Schizonycha durbana
- Schizonycha effeta
- Schizonycha eggeliana
- Schizonycha elegans
- Schizonycha elongata
- Schizonycha elongatula
- Schizonycha eremita
- Schizonycha errabunda
- Schizonycha ertli
- Schizonycha etischizoides
- Schizonycha excisiceps
- Schizonycha exclusa
- Schizonycha exigua
- Schizonycha fartula
- Schizonycha fatidica
- Schizonycha feirana
- Schizonycha ferruginea
- Schizonycha ferrugineipennis
- Schizonycha filiola
- Schizonycha fimbriata
- Schizonycha flabellata
- Schizonycha flaveola
- Schizonycha flavescens
- Schizonycha flavicornis
- Schizonycha flavorufa
- Schizonycha fourchei
- Schizonycha fraudigera
- Schizonycha frontalis
- Schizonycha fulvicornis
- Schizonycha fulvipennis
- Schizonycha fulvonitens
- Schizonycha fusca
- Schizonycha fuscescens
- Schizonycha gallana
- Schizonycha geilenkeuseri
- Schizonycha genitalis
- Schizonycha gerstaeckeri
- Schizonycha gibbitarsa
- Schizonycha glabra
- Schizonycha globa
- Schizonycha globator
- Schizonycha gonaqua
- Schizonycha gonaquoides
- Schizonycha gracilis
- Schizonycha granulata
- Schizonycha granulicollis
- Schizonycha graueri
- Schizonycha grossa
- Schizonycha hahoensis
- Schizonycha hamata
- Schizonycha hamifera
- Schizonycha hauseri
- Schizonycha hecistopsiloides
- Schizonycha hermanni
- Schizonycha heudelottii
- Schizonycha humbloti
- Schizonycha ignava
- Schizonycha imitatrix
- Schizonycha immixta
- Schizonycha impressa
- Schizonycha inaequalis
- Schizonycha increta
- Schizonycha inedita
- Schizonycha infantilis
- Schizonycha infarsa
- Schizonycha inflativentris
- Schizonycha inops
- Schizonycha inostralis
- Schizonycha insuesa
- Schizonycha insularis
- Schizonycha insulicola
- Schizonycha integra
- Schizonycha interna
- Schizonycha irangiana
- Schizonycha iringana
- Schizonycha jokona
- Schizonycha jordani
- Schizonycha juncta
- Schizonycha kabindana
- Schizonycha kakomae
- Schizonycha kameruna
- Schizonycha katangana
- Schizonycha keniana
- Schizonycha keniensis
- Schizonycha kigonserana
- Schizonycha kirumbana
- Schizonycha kiwuana
- Schizonycha kivuensis
- Schizonycha kocheri
- Schizonycha kochi
- Schizonycha kolbei
- Schizonycha kristensi
- Schizonycha laeviscutata
- Schizonycha languens
- Schizonycha laticia
- Schizonycha layeti
- Schizonycha lebidis
- Schizonycha lembana
- Schizonycha lepichaeta
- Schizonycha lepidiota
- Schizonycha lepidophora
- Schizonycha leupolti
- Schizonycha lindiana
- Schizonycha litoralis
- Schizonycha livada
- Schizonycha livida
- Schizonycha loandana
- Schizonycha longa
- Schizonycha longitarsis
- Schizonycha longula
- Schizonycha lukulediana
- Schizonycha luridipennis
- Schizonycha lutescens
- Schizonycha macrophylla
- Schizonycha major
- Schizonycha manicana
- Schizonycha manowensis
- Schizonycha marginata
- Schizonycha maritima
- Schizonycha matabelema
- Schizonycha mediastina
- Schizonycha meinhardti
- Schizonycha meracula
- Schizonycha methneri
- Schizonycha microlepida
- Schizonycha microphylla
- Schizonycha mimocontinens
- Schizonycha minima
- Schizonycha minor
- Schizonycha minuta
- Schizonycha modesta
- Schizonycha montana
- Schizonycha muansana
- Schizonycha mucrorea
- Schizonycha mussitans
- Schizonycha nairobensis
- Schizonycha natalensis
- Schizonycha neglecta
- Schizonycha nigricornis
- Schizonycha nilotica
- Schizonycha noscitata
- Schizonycha nyassica
- Schizonycha nyukana
- Schizonycha obscuricolor
- Schizonycha occipitalis
- Schizonycha ovampoana
- Schizonycha ovatula
- Schizonycha overlaeti
- Schizonycha parallela
- Schizonycha parilis
- Schizonycha parva
- Schizonycha parvula
- Schizonycha paterna
- Schizonycha pauperata
- Schizonycha pectoralis
- Schizonycha perforata
- Schizonycha peringueyi
- Schizonycha perplexabilis
- Schizonycha piceonigra
- Schizonycha pilosa
- Schizonycha profuga
- Schizonycha propinqua
- Schizonycha pseudoparvula
- Schizonycha pseudosquamifera
- Schizonycha puerilis
- Schizonycha puguensis
- Schizonycha punctatissima
- Schizonycha puncticollis
- Schizonycha pygidialis
- Schizonycha pygmaea
- Schizonycha quaesita
- Schizonycha retusa
- Schizonycha rhizotrogoides
- Schizonycha rhodesiana
- Schizonycha richardi
- Schizonycha rodhaini
- Schizonycha rorida
- Schizonycha rotunda
- Schizonycha ruandana
- Schizonycha rubricollis
- Schizonycha rudicollis
- Schizonycha ruficollis
- Schizonycha rufina
- Schizonycha rufoflava
- Schizonycha rufula
- Schizonycha rugifrons
- Schizonycha rugosa
- Schizonycha rurigena
- Schizonycha russula
- Schizonycha saga
- Schizonycha saginata
- Schizonycha salaama
- Schizonycha salisburiana
- Schizonycha sansibarica
- Schizonycha scabiosa
- Schizonycha schoutedeni
- Schizonycha scorteccii
- Schizonycha setosipennis
- Schizonycha seydeli
- Schizonycha simillima
- Schizonycha singhalensis
- Schizonycha sinuaticeps
- Schizonycha spectabilis
- Schizonycha spiniventris
- Schizonycha spuria
- Schizonycha squamifera
- Schizonycha squamosa
- Schizonycha squamosetosa
- Schizonycha squamulata
- Schizonycha squamulifera
- Schizonycha squamulosa
- Schizonycha stenolepis
- Schizonycha stigmatica
- Schizonycha subrugicollis
- Schizonycha subrugipennis
- Schizonycha suturalis
- Schizonycha tangana
- Schizonycha tenebrosa
- Schizonycha testacea
- Schizonycha testaceipennis
- Schizonycha togoana
- Schizonycha transvaalica
- Schizonycha trichostetha
- Schizonycha tuberculiventris
- Schizonycha tumida
- Schizonycha uelleana
- Schizonycha ufiomica
- Schizonycha ugandensis
- Schizonycha ukerewia
- Schizonycha unicolor
- Schizonycha urundiensis
- Schizonycha usambarae
- Schizonycha usambarica
- Schizonycha usaramae
- Schizonycha valida
- Schizonycha valvata
- Schizonycha variolicollis
- Schizonycha wellmani
- Schizonycha verruciventris
- Schizonycha verrucosa
- Schizonycha vethi
- Schizonycha vicaria
- Schizonycha villosa
- Schizonycha windhoekensis
- Schizonycha vryburgensis
- Schizonycha xanthodera
- Schizonycha zavattarii